# نمران
نمران قرية سعودية تم تأسيسها على يد الشيخ علي بن غثيان الذيابي في محافظة المويه بمنطقة مكة المكرمة، تقع في شمال شرق مدينة الطائف بمسافة نحو (183) كم. وتبعد عن محافظه المويه شمال غرب (100)كم ويبلغ عدد سكانها مايزيد عن 5000 نسمة 

## التاريخ
قريه نمران يسكنها أكثر من 5000نسمه ولها حوالي 80 سنه وتتميز بوفره الماء والزراعة
وتمتاز بموقعها الجغرافي المميز والقريب من مقلع طميه الموقع التاريخي الأثري
وتعتبر وجهه سياحية حيث تتميز بأجواء مميزة بالصيف والشتاء وتتميز بجبالها والتنزه وسطها بكل هدوء وبكل بساطة

## التأسيس
أسست قبل اكثر من 70 عام على يد الشيخ علي بن غثيان الذيابي (حفظه الله)